# Центральный банк Лесото
Центральный банк Лесото (англ. Central Bank of Lesotho, сесото Banka e Kholo ea Lesotho) — центральный банк Королевства Лесото.

## История
В 1978 году учреждено Управление денежного обращения Лесото (Lesotho Monetary Authority), начавшее операции 2 января 1980 года. В 1982 году актом парламента Управление преобразовано в государственный Центральный банк Лесото.